# Teodora (muller de Justinià I)
Teodora (grec medieval: Θεοδώρα, Theodora) (ca. 500 – 28 de juny del 548) fou una emperadriu romana d'Orient, esposa de l'emperador Justinià I.

## Historiografia
La principal font d'informació que tenim d'ella prové de les obres de l'historiador contemporani Procopi on dona tres visions molt diferents. A Història de les guerres es retratada com una valenta emperadriu que salva el tron de Justinià. Història Secreta, està escrit des d'un ressentiment molt gran vers la parella reial on Justinià és mostrat com un governador cruel i incompetent i Teodora com una dona vulgar i amb una luxúria insaciable. Per acabar, a Acdificiis conditis vel restoratis auspicio Justiniani, escriu un panegíric a l'obra de Justinià.

## Biografia
Nascuda l'any 500 en el si d'una família humil, Teodora era filla d'Acaci de Xipre, un domador d'ossos de l'hipòdrom de Constantinoble i també un dels caps de l'anomenada facció dels Blaus de Constantinoble, i una ballarina i actriu. Una de les seves germanes es deia Comito.
A la mort del seu pare, quan Teodora tan sols tenia cinc anys, el seu nou padrastre no es va poder fer càrrec de la família i així, ella i les seves germanes, es van guanyar la vida com a actrius de pantomimes i Teodora, per la seva bellesa i llicenciositat aviat es va fer la favorita del públic.
Segons escriu Procopi a la Història Secreta, Teodora va tenir nombrosos amants al llarg de la seva vida. Sembla que, amb setze anys va acompanyar Ecèbol o Hecèbol, que havia estat nomenat governador a la Pentàpolis Líbia, al seu govern, amb qui va restar quatre anys i, d'acord amb el mateix autor, va tenir un fill de nom Joan. Després d'un temps va ser abandonada pel seu amant i es va establir a Alexandria on va tenir un despertar religiós en conèixer el patriarca Timoteu, un devot monofisita.
Cap el 522 va tornar a Constantinoble, on va adoptar una forma de vida virtuosa i es va retirar del món en el que havia crescut fent-se filadora. En treballar a prop del palau reial, la seva aparença i intel·ligència van atraure l'atenció de Justinià qui seguia en línia de descendència el seu oncle Justí I, i va obtenir l'amor del jove príncep, amb qui es va casar vers el 525 (després que uns mesos abans fos canviada la llei per permetre els matrimonis entre classes socials diferents), tot i l'oposició de diversos membres de la família reial, entre ells l'emperadriu Eufèmia, esposa de Justí.
Va morir de càncer el 28 de juny del 548 i va conservar l'amor del seu marit fins al final. Va ser enterrada a l'església dels Sants Apòstols, una de les moltes que, juntament amb el seu marit, va fundar. Només va tenir una filla, el nom de la qual no s'ha conservat, que va morir abans que ella. Justinià li va sobreviure 17 anys.
A l'Església Ortodoxa és considerada santa i la seva festivitat es commemora el 14 de novembre.

### Emperadriu consort
El 527 Justinià va pujar al tron i Teodora fou proclamada emperadriu i el seu marit la va declarar igual i col·lega a l'imperi i va exigir que el jurament dels funcionaris públics es fes amb el nom d'ambdós. Teodora es va comportar amb molt de seny i valor i fou una gran ajuda per Justinià I. A la revolta de la Nika el 532, els seus consells de resposta enèrgica vers els revoltats van salvar Justinià de l'exili. Teodora va destacar com a defensora de la tendència monofisita, contràriament al seu marit, que era cristià calcedoni, i va donar suport a Jacob Baradeu.

### Defensora de les dones
Va advocar per l'avortament i per l'aixecament de la pena de mort per les dones adúlteres, així com, per la protecció social de les dones i les antigues prostitutes. Segons Procopi, Teodora va convertir un dels palaus de l'estret del Bòsfor en un espaiós monestir amb cabuda per 500 dones per així ajudar-les a sortir de la prostitució. També va ser valedora d'un augment dels drets de les dones, especialment en els casos de divorci, facilitant que poguessin ser propietàries i tinguessin eines per portar a judici als homes, en els de violació, penalitzant aquest delicte amb la pena de mort i prohibint l'abandonament dels nadons no desitjats. Totes aquestes lleis o similars no arribarien a molts països europeus fins al Renaixement.